# Bhajji (stato)
Lo Stato di Bhajji fu uno stato principesco del subcontinente indiano, avente per capitale la città di Suni.

## Storia
Lo stato di Bhajji venne fondato sul finire del XVIII secolo. Lo stato venne occupato dal Nepal dal 1803 al 1815. Il 21 settembre 1815 divenne un protettorato britannico, al termine della guerra anglo-nepalese.
Nel 1947, all'epoca dell'indipendenza indiana, divenne parte dell'Unione dell'India, perdendo la propria autonomia.

### Regnanti
I regnanti locali avevano il titolo di raja.

#### Raja
- Rana AMRIT PAL
- Rana RUDRA PAL (r. 1800-1842)
- Rana RAN BAHADUR SINGH (r. 1842-1875)
- Rana DURGA SINGH (r. 1875-1913)
- Rana BIR PAL (r. 1913-1940)
- Rana RAM CHANDRA PAL SINGH (r. 1940-1948)